# Izzet Günay
Izzet Günay (Scutari, 21 agosto 1934) è un attore turco.

## Biografia
Partecipa nella sua carriera ad oltre cento pellicole cinematografiche, dalla fine degli anni cinquanta ai primi duemila. Impiegato presso il municipio della città di Istanbul, supera un provino per un'opera teatrale diretta da Haldun Dormen. Dal teatro, in cui partecipa ad oltre cento rappresentazioni, la sua carriera prosegue a livello cinematografico.

## Filmografia
- Agaçlar ayakta ölür, regia di Memduh Ün (1964)

## Premi e riconoscimenti

### Festival internazionale del cinema di Adalia
- 1964: - Miglior attore per Agaçlar ayakta ölür